# Динамо (стадион, Минск)
Вижте пояснителната страница за други значения на Динамо.
„Динамо“ е стадион в гр. Минск, Беларус.
Стадионът се използва за различни цели, основно за футболни мачове на „Динамо“, Минск. Капацитетът му е 41 040 души.
Построен е през 1934 г., но е разрушен по време на Великата отечествена война, след което е реконструиран през 1954 г.
На стадиона се играят мачове по време на летните олимпийски игри от 1980 г.